# Bonnée
Bonnée és un municipi francès, situat al departament del Loiret i a la regió de Centre – Vall del Loira. L'any 2007 tenia 673 habitants.

## Demografia

### Població
El 2007 la població de fet de Bonnée era de 673 persones. Hi havia 276 famílies, de les quals 72 eren unipersonals (8 homes vivint sols i 64 dones vivint soles), 96 parelles sense fills, 92 parelles amb fills i 16 famílies monoparentals amb fills.
La població ha evolucionat segons el següent gràfic:
Habitants censats

### Habitatges
El 2007 hi havia 316 habitatges, 273 eren l'habitatge principal de la família, 22 eren segones residències i 21 estaven desocupats. 302 eren cases i 12 eren apartaments. Dels 273 habitatges principals, 223 estaven ocupats pels seus propietaris, 47 estaven llogats i ocupats pels llogaters i 3 estaven cedits a títol gratuït; 13 tenien dues cambres, 51 en tenien tres, 77 en tenien quatre i 132 en tenien cinc o més. 219 habitatges disposaven pel capbaix d'una plaça de pàrquing. A 123 habitatges hi havia un automòbil i a 123 n'hi havia dos o més.

### Piràmide de població
La piràmide de població per edats i sexe el 2009 era:
| Homes | Edats   | Dones |
| ----- | ------- | ----- |
| 0     | 95 o +  | 4     |
| 12    | 90 a 94 | 0     |
| 0     | 85 a 89 | 4     |
| 0     | 80 a 84 | 8     |
| 8     | 75 a 79 | 16    |
| 8     | 70 a 74 | 12    |
| 20    | 65 a 69 | 4     |
| 36    | 60 a 64 | 20    |
| 4     | 55 a 59 | 12    |
| 40    | 50 a 54 | 44    |
| 28    | 45 a 49 | 20    |
| 28    | 40 a 44 | 36    |
| 24    | 35 a 39 | 28    |
| 24    | 30 a 34 | 20    |
| 20    | 25 a 29 | 20    |
| 24    | 20 a 24 | 12    |
| 20    | 15 a 19 | 36    |
| 24    | 10 a 14 | 36    |
| 12    | 5 a 9   | 24    |
| 12    | 0 a 4   | 12    |

## Economia
El 2007 la població en edat de treballar era de 417 persones, 314 eren actives i 103 eren inactives. De les 314 persones actives 290 estaven ocupades (157 homes i 133 dones) i 24 estaven aturades (6 homes i 18 dones). De les 103 persones inactives 38 estaven jubilades, 28 estaven estudiant i 37 estaven classificades com a «altres inactius».

### Ingressos
El 2009 a Bonnée hi havia 277 unitats fiscals que integraven 670 persones, la mediana anual d'ingressos fiscals per persona era de 18.845 €.

### Activitats econòmiques
Dels 35 establiments que hi havia el 2007, 1 era d'una empresa extractiva, 1 d'una empresa de fabricació d'altres productes industrials, 6 d'empreses de construcció, 18 d'empreses de comerç i reparació d'automòbils, 2 d'empreses d'hostatgeria i restauració, 2 d'empreses immobiliàries, 2 d'empreses de serveis i 3 d'empreses classificades com a «altres activitats de serveis».
Dels 10 establiments de servei als particulars que hi havia el 2009, 3 eren tallers de reparació d'automòbils i de material agrícola, 3 fusteries, 1 empresa de construcció, 2 perruqueries i 1 restaurant.
Dels 7 establiments comercials que hi havia el 2009, 1 era un hipermercat, 2 botigues de roba, 1 una sabateria, 2 botigues de mobles i 1 una joieria.
L'any 2000 a Bonnée hi havia 14 explotacions agrícoles que ocupaven un total de 803 hectàrees.

## Equipaments sanitaris i escolars
El 2009 hi havia una escola elemental.

## Poblacions més properes
El següent diagrama mostra les poblacions més properes.